# Ebergőc
Ebergőc là một thị trấn thuộc hạt Győr-Moson-Sopron, Hungary. Thị trấn này có diện tích 5,02 km², dân số năm 2010 là 153 người, mật độ 30 người/km².